# Victor Negrescu
Victor Negrescu (ur. 17 sierpnia 1985 w Bukareszcie) – rumuński polityk, deputowany do Parlamentu Europejskiego VIII, IX i X kadencji, minister delegowany (2017–2018).

## Życiorys
Absolwent Universitatea de Vest din Timișoara. Pracował jako doradca polityczny i w strukturach lokalnych Partii Socjaldemokratycznej, do której wstąpił w 2007. Został wiceprzewodniczącym partii w okręgu Alba.
W wyborach w 2014 z ramienia lewicowej koalicji skupionej wokół PSD kandydował do Europarlamentu. Mandat europosła uzyskał, gdy przed rozpoczęciem kadencji z jego objęcia zrezygnowała Ecaterina Andronescu. W PE dołączył do frakcji Postępowego Sojuszu Socjalistów i Demokratów. W 2015 wybrany na wiceprzewodniczącego PSD.
W czerwcu 2017 został ministrem delegowanym do spraw europejskich w rządzie Mihaia Tudosego. Utrzymał tę funkcję również w powołanym w styczniu 2018 gabinecie Vioriki Dăncili, kończąc jednak urzędowanie w listopadzie tegoż roku.
W 2019 ponownie uzyskał mandat posła do PE IX kadencji, jednak jego objęcie zostało zawieszone do czasu brexitu. Ostatecznie w Europarlamencie IX kadencji zasiadł w lutym 2020. W wyborach w 2024 z powodzeniem ubiegał się o reelekcję. Objął funkcję wiceprzewodniczącego PE X kadencji. Został początkowo zgłoszony jako rumuński kandydat na członka nowej Komisji Europejskiej; ostatecznie jednak został zastąpiony przez Roxanę Mînzatu.